# Zöllnerstraße 15 (Weimar)

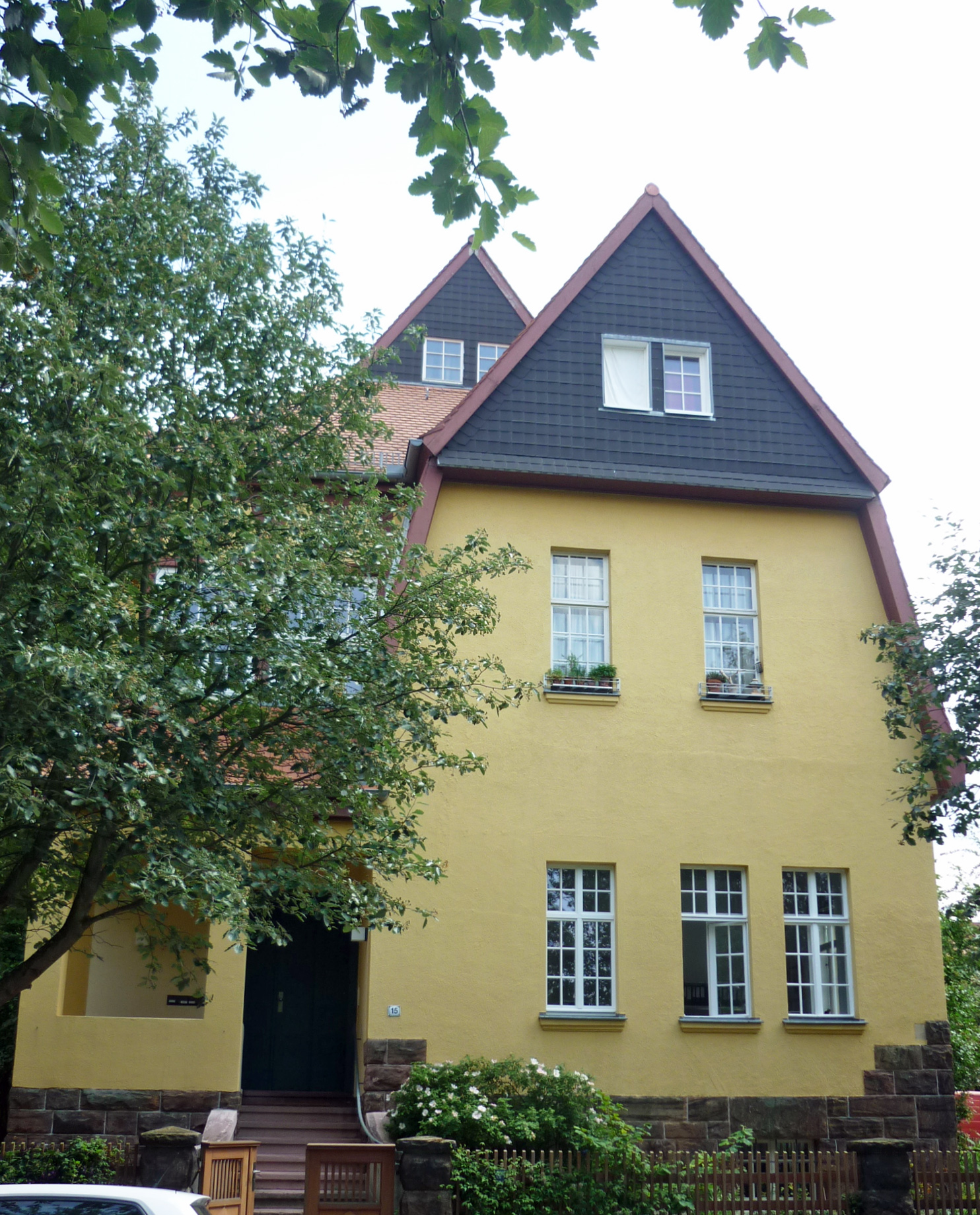
Zöllnerstraße 15, Giebelseite

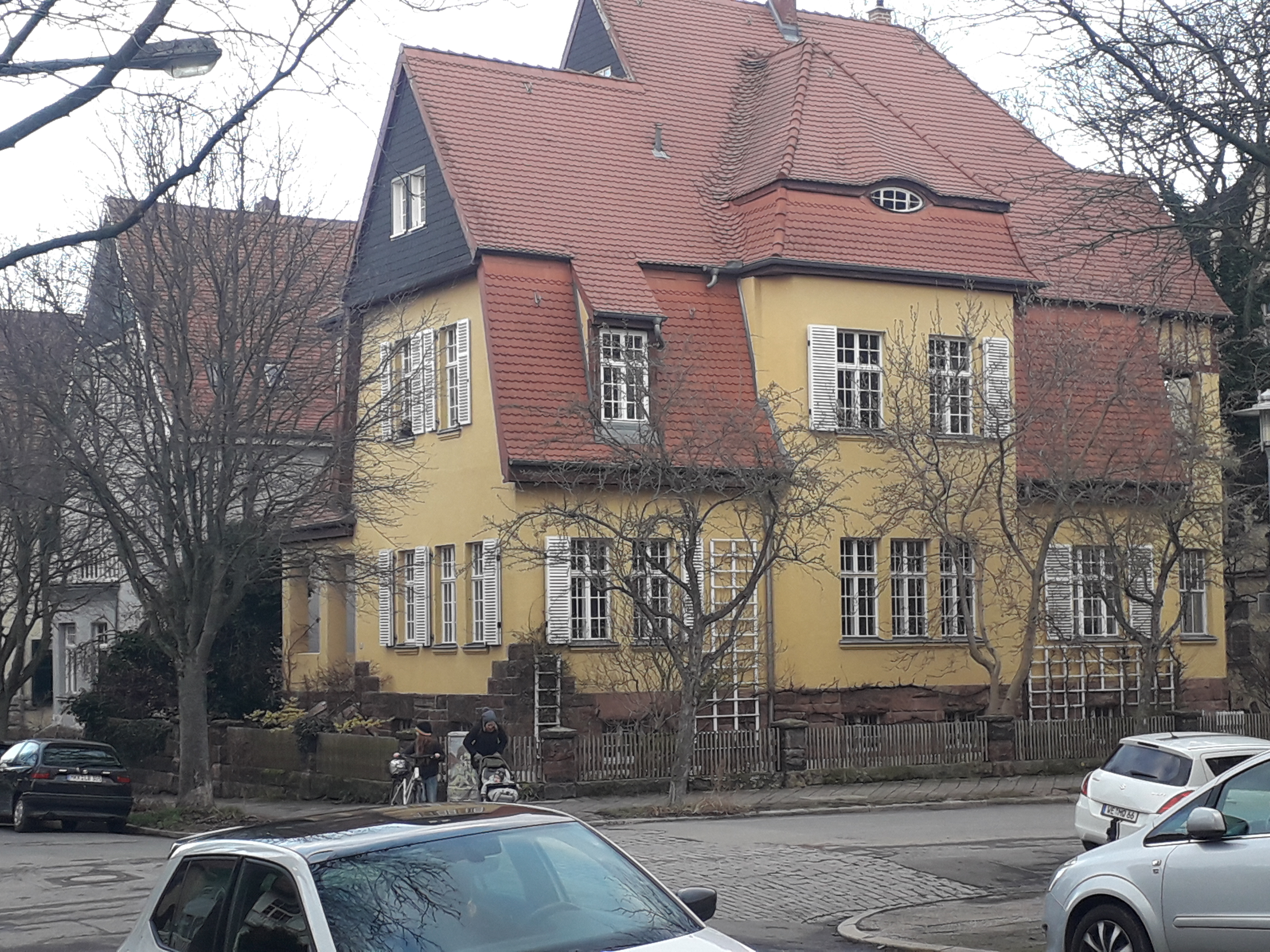
Zöllnerstraße 15, Längsseite

Das Wohnhaus Zöllnerstraße 15 in der Westvorstadt von Weimar ist eine Landhausvilla, die im Stile der Reformbewegung  vom Architekten Max Stark 1909/10 entworfen wurde. Die Villa besitzt ein ausgebautes stark gegliedertes Mansardendach. Ihre bauliche Struktur stammt noch aus der Erbauungszeit. 

## Geschichte
Nach Ende des Zweiten Weltkrieges wurde im Haus die russische Schule untergebracht. In den benachbarten Gebäuden bezogen sowjetische Offiziere ihre Wohnungen.
In den nachfolgenden Jahrzehnten entstanden im Haus drei Mietwohnungen. Sie waren bis 1999 bewohnt. Nachdem das Haus von der Erbengemeinschaft erworben werden konnte, erfolgte eine aufwändige Sanierung, verbunden mit einer teilweisen Restaurierung.
Das Gebäude steht auf der Liste der Kulturdenkmale in Weimar (Einzeldenkmale).